# Karel Jaromír Erben
Karel Jaromír Erben (AFI: [ˈkarɛl ˈjaromiːr ˈɛrbɛn]) (Miletín, 7 novembre 1811 – Praga, 21 novembre 1870) è stato un filologo, poeta e folclorista ceco.
Fu inoltre editore di fonti storiche, di antichi testi cechi e di canti popolari, nonché collaboratore alla stesura della prima enciclopedia ceca (Riegrův slovník naučný).

## Biografia
Erben conseguì il diploma di maturità presso la città di Hradec Králové, per poi studiare storia e giurisprudenza presso l'Università di Praga. Lavorò al Museo Nazionale ceco come collaboratore di František Palacký e in seguito come archivista di Praga. Fu nominato membro della Società Reale Ceca delle Scienze.
Grande appassionato di folclore ceco, Erben divenne famoso grazie alla raccolta di ballate popolari dal titolo Kytice z povĕstí národních ("un mazzo di leggende popolari") Praga, 1853, testo caro al popolo ceco e che ispirò le opere di pittori e musicisti. Nel corso della sua vita Erben intraprese viaggi culturali attraverso la sua terra alla ricerca di documenti riguardanti la storia delle famiglie aristocratiche ceche, accumulando abbastanza materiale da dare alla luce la raccolta dal titolo Prostonárodní česképísněa řikadla ("Canti e detti popolari cechi"), Praga, 1862-1864.